# Daniel Pach
Daniel Pach – polski fotograf (freelancer), fotoreporter, reportażysta, twórca filmów dokumentalnych, członek Związku Polskich Artystów Fotografików.

## Życiorys
Był autorem albumów dotyczących przyrody Polski, jej kultury i obrzędowości. Fotografował również w Hiszpanii oraz Bośni. Od 2010 fotografuje z pokładu wiatrakowca Xenon pilotowanego przez Romualda Owedyka. Pracował dla „Gazety Wyborczej” i „Gazety Pomorskiej", a jego prace publikowały m.in. „Tygodnik Powszechny” i „Wprost". W 2017 w polskim Sejmie prezentował wystawę "Toruń. 20 lat na Liście Światowego Dziedzictwa UNESCO", przygotowaną przez Muzeum Okręgowe w Toruniu. 

## Nagrody
Nagrody:
- laureat konkursu Grand Press Photo (2006, cykl o chasydach[6]),
- laureat konkursu BZ WBK Press Photo,
- laureat Konkursu Polskiej Fotografii Prasowej[1].